# Ælfthryth av Wessex
Ælfthryth av Wessex, död 929, var grevinna av Flandern 899–918, gift med greve Balduin II av Flandern. 